# İhsan Uğur Göktaş
İhsan Uğur Göktaş (* 17. Juli 1994 in Dicle) ist ein türkischer Fußballspieler.

## Karriere
Göktaş spielte für die Jugendmannschaften der Vereine Edirnespor, Erbaa Güreş İhtisas SK und Sivasspor. Im Januar 2015 erhielt er von Sivasspor einen Profivertrag und wurde ab dem Sommer 2015 der Reihe nach an diverse Vereine der TFF 3. Lig ausgeliehen. Im Sommer 2018 wechselte er schließlich zum Viertligisten Payasspor, bei dem er bereits die letzte Spielzeit als Leihspieler verbracht hatte.
In der Wintertransferperiode 2018/19 wurde er vom Zweitligisten Adanaspor verpflichtet.